# Caliente (álbum)
Caliente é o oitavo álbum de estúdio a solo da cantora portuguesa Ana Malhoa, lançado a 13 de abril de 2011 pela editora Espacial.
O álbum em sua primeira edição contém 10 temas, todos do ritmo latino, flertando com outros ritmos. Inclui os êxitos bastante conhecidos do grande público, "Bomba Latina" (que liderou as rádios portuguesas), "Carinha Bonita" e "A Noite é Loucura". O título do projecto é a alcunha de Ana Malhoa, Bomba Latina. Caliente foi o segundo álbum de estúdio a solo consecutivo de Ana Malhoa a receber o galardão de Platina em Portugal, atingindo a primeira posição do Top Oficial da AFP, a tabela semanal dos 30 álbuns mais vendidos em Portugal, tendo ficado nesta listagem um total de 37 semanas, vendendo 23.000 cópias. O álbum foi considerado o maior sucesso do verão de 2011. Em outubro de 2011, uma reedição do álbum foi liberada, intitulada A.M. Caliente!.

## Faixas
| N.º | Título                         | Compositor(es) | Duração |  |
| 1.  | "Bomba Latina (Yo Soy Latina)" | Barbara Grave de Peralta Versão por: Jorge do Carmo, Ana Malhoa, Jorge Moreira                                    | 3:37    |  |
| 2.  | "Carinha Bonita (Niña Bonita)" | Jesús Alberto Miranda Perez, Miguel Ignacio Mendoza Versão por: Jorge do Carmo, Ana Malhoa, Jorge Moreira         | 3:19    |  |
| 3.  | "A Noite É Loucura"            | Jorge do Carmo, Ana Malhoa, Miguel Dias                                                                           | 3:09    |  |
| 4.  | "Anjo Bom"                     | Jorge do Carmo, Ana Malhoa, Jorge Moreira                                                                         | 2:46    |  |
| 5.  | "Quando se Acaba o Amor"       | Jorge do Carmo, Ana Malhoa, Jorge Moreira                                                                         | 4:27    |  |
| 6.  | "Vou Cair Nessa Tentação"      | Jorge do Carmo, Ana Malhoa, Jorge Moreira                                                                         | 3:50    |  |
| 7.  | "Mente"                        | Jorge do Carmo, Ana Malhoa, Jorge Moreira                                                                         | 3:28    |  |
| 8.  | "Ponto Final"                  | Jorge do Carmo, Ana Malhoa, Jorge Moreira                                                                         | 3:38    |  |
| 9.  | "Mataré Al Dragon"             | Jorge do Carmo, Ana Malhoa                                                                                        | 3:34    |  |
| 10. | "Tabu (Taboo)"                 | Don Omar, Gonzalo Hermosa, Ulises Hermosa, Milton Restituyo Versão por: Jorge do Carmo, Ana Malhoa, Jorge Moreira | 3:11    |  |

### A.M Caliente! (Ao Vivo)
| N.º | Título                                   | Compositor(es)                                                                                            | Duração |  |
| 11. | "Bomba Latina (Yo Soy Latina) [Ao Vivo]" | Barbara Grave de Peralta Versão por: Jorge do Carmo, Ana Malhoa, Jorge Moreira                            | 3:37    |  |
| 12. | "Carinha Bonita (Niña Bonita) [Ao Vivo]" | Jesús Alberto Miranda Perez, Miguel Ignacio Mendoza Versão por: Jorge do Carmo, Ana Malhoa, Jorge Moreira | 3:19    |  |
| 13. | "A Noite É Loucura (Ao Vivo)"            | Jorge do Carmo, Ana Malhoa, Miguel Dias                                                                   | 3:09    |  |
| 14. | "Danza Kuduro (Ao Vivo)"                 | Lucenzo, Don Omar, Faouze Barkati, Fabrice Toigo Versão por: Jorge do Carmo, Ana Malhoa, Jorge Moreira    | 3:11    |  |

### A.M Caliente! (Remixes)
| N.º | Título                                 | Compositor(es)                                                                                            | Duração |  |
| 15. | "Bomba Latina (Yo Soy Latina) [Remix]" | Barbara Grave de Peralta Versão por: Jorge do Carmo, Ana Malhoa, Jorge Moreira                            | 3:37    |  |
| 16. | "Carinha Bonita (Niña Bonita) [Remix]" | Jesús Alberto Miranda Perez, Miguel Ignacio Mendoza Versão por: Jorge do Carmo, Ana Malhoa, Jorge Moreira | 3:19    |  |
| 17. | "A Noite É Loucura (Remix)"            | Jorge do Carmo, Ana Malhoa, Miguel Dias                                                                   | 3:09    |  |

### A.M Caliente! (Hit Mundial)
| N.º | Título         | Compositor(es)                                                                                         | Duração |  |
| 14. | "Danza Kuduro" | Lucenzo, Don Omar, Faouze Barkati, Fabrice Toigo Versão por: Jorge do Carmo, Ana Malhoa, Jorge Moreira | 3:11    |  |

## Posições
| Paradas (2011) | Posições |
| -------------- | -------- |
| Portugal - AFP | 1        |

| País / Certificadora | Certificação | Vendas |
| -------------------- | ------------ | ------ |
| Portugal AFP         | Platina      | 23.000 |

## Histórico de lançamento
| País     | Data                   | Formato                                | Gravadora                        |
| -------- | ---------------------- | -------------------------------------- | -------------------------------- |
| Portugal | 13 de abril de 2011    | CD, Download digital                   | Espacial, Paradise Entertainment |
| Mundo    | 26 de abril de 2011    | CD, Download digital                   | Universal Music Group            |
| Portugal | 3 de outubro de 2011   | CD, Download digital ("A.M Caliente!") | Espacial, Paradise Entertaiment  |
| Mundo    | 29 de novembro de 2011 | CD, Download digital ("A.M Caliente!") | Universal Music Group            |